# Awkward
Awkward is een Amerikaanse komedieserie over tieners, bedacht door Lauren Iungerich voor MTV en uitgezonden sinds 2011. De serie draait om Jenna Hamilton (Ashley Rickards), een tiener uit Palos Verdes in Californië die worstelt met haar identiteit, vooral sinds haar ongeluk in de badkamer voor een zelfmoordpoging wordt aangezien.
De serie won een Teen Choice Award en een People's Choice Award.

## Seizoenen

### Seizoen 1
Na haar ontmaagding door de populaire Matty McKibben tijdens zomerkamp, gaat Jenna verder met een geheime relatie met hem waarvan alleen haar twee beste vriendinnen Tamara en Ming afweten. Nadat ze teruggekomen is van zomerkamp ontvangt Jenna een "confrontatiebrief" van een anonieme afzender die haar uitmaakt voor een "loser". Wanneer Jenna probeert om van de brief af te komen valt ze en breekt ze haar arm. De val lijkt op een poging tot zelfmoord. Roddels verspreiden zich snel, waardoor Jenna ongewild veel aandacht op school krijgt, in het bijzonder van de aanwezige studiebegeleider, mevrouw Marks en de gemene Sadie Saxton. Jenna besluit om het advies van de confrontatiebrief te volgen; ze wil gedurfder en meer aanwezig zijn. Haar populariteit stijgt als resultaat. Jenna's groeiende populariteit zorgt voor spanning tussen haar en haar twee vriendinnen, maar de drie maken het uiteindelijk weer goed. Jenna begint de geheime relatie zat te worden en raakt geïnteresseerd in Matty's beste vriend, Jake Rosati. Jake maakt het uit met zijn mooie maar rare vriendin Lissa, om Jenna mee te vragen naar the Winter Dance. Jenna beëindigt haar relatie met Matty om met Jake te kunnen zijn en beide komen tot de conclusie om Jake niet te vertellen over hun geheime relatie. Na verschillende foute verdenkingen komt Jenna er uiteindelijk achter wie haar de brief geschreven had: haar moeder, Lacey.

### Seizoen 2
Jake wordt verliefd op Jenna, niet bewust van de ongemakkelijke spanning tussen haar en Matty. De twee proberen het geheim te houden dat ze samen zijn geweest. Ondertussen vertelt Jenna haar vader dat Lacey de confrontatiebrief geschreven heeft en hij overweegt dan om te scheiden van Lacey. Sadie begint ondertussen te daten met Ricky Schwartz, tot ongenoegen van Tamara. Jenna's tante Ally komt terug om te gaan trouwen en Jenna begint zich zorgen te maken over het high school-vriendje van Lacy die de kansen voor haar ouders, om bij elkaar terug te komen, kan verstoren. Jenna grijpt in en uiteindelijk maken Kevin en Lacey het weer goed. Jenna worstelt met haar gevoelens voor Jake en realiseert zich dat ze nog steeds verliefd is op Matty. Sadie vertelt Jake over Jenna's voorgegane geheime relatie met Matty en hij maakt het uit met haar. Op zijn weg om zijn excuses te maken aan Jenna ziet hij haar zoenen met Matty. De twee jongens gaan met elkaar op de vuist op school maar maken het uiteindelijk weer goed; ze vragen Jenna te kiezen tussen hen. Na lang nadenken kiest Jenna voor Matty boven Jake en de twee beginnen opnieuw een relatie. Jenna twijfelt of ze de goede keuze gemaakt heeft om bij Matty te blijven in plaats van mee te gaan met de zomerreis naar Europa. Tijdens het eindejaarsfeest zoenen Tamara en Jake en worden ze en koppel, terwijl ondertussen Sadie erachter komt dat Ricky vreemdgaat met een jongen, Clark.

### Seizoen 3
Als school weer opnieuw begint is Jenna jaloers, ze komt erachter dat Tamara een nieuw uiterlijk heeft en een stuk closer is met Jake en Valerie. De toegenomen populariteit van Tamara zorgt voor spanning tussen haar en Jake, in het bijzonder wanneer ze meedoet in de strijd om het studentenpresidentschap. Ming vindt eindelijk een vriendje en wordt het hoofd van de "Asian Mafia", helaas stijgt het snel naar haar hoofd. Jenna begint met een nieuw vak, creatief schrijven. Hier ontmoet ze Collin, een aantrekkelijke jongen. Jenna vindt dat haar relatie met Matty te saai worden en begint vreemd te gaan met Collin.
Deze affaire wordt bekend op Jenna's 17e verjaardagsfeest. Matty wil Jenna het wel vergeven, maar ze maakt het uit met hem voor Collin. Jenna raakt geïsoleerd van haar vrienden als ze meer tijd begint door te brengen met Collin, die haar stimuleert om te gaan blowen. Uiteindelijk gaan Jenna en Collin uit elkaar, nadat ze geschorst wordt en ze haar fouten inziet. Haar vriendinnen vergeven het haar, maar haar daden zijn niet vergeten.
Mings kracht in de Asian Mafia eindigt uiteindelijk als ze ermee toestemt dat Becca haar positie krijgt als leider, zolang ze haar en haar vriendje Fred Wu maar met rust laat.

### Seizoen 4
Jenna is in haar laatste jaar en hoopt haar fouten van vorig jaar recht te kunnen zetten. Ze doet een poging tot meer betrokken te raken bij school door haar cijfers te verbeteren, college voor te bereiden en te denken over haar relatie met Matty.
En er komt een nieuw meisje op school, Eva.
In de tussentijd heeft Ming het uitgemaakt met Fred Wu en is verhuisd naar Vermont. Tamara en Jake beginnen aan een seksueel actieve relatie. Jake verandert zijn imago tijdens de zomer en begint muziek te maken. Hij besluit uiteindelijk het uit te maken met Tamara. Matty krijgt een baan en blijft vrienden met Jenna. Maar dit eindigt nadat Matty en Jenna seks hebben, wat Jenna, vanwege zijn ontwijkende gedrag, interpreteert als schaamte om met haar te zijn. Maar in feite is Matty bezig met het feit dat hij geadopteerd is, wat hij kortgeleden ontdekt heeft. Ze worden uiteindelijk friends with benefits.
Jenna heeft medelijden met Matty omdat hij niemand heeft en zoekt een nieuwe vriendin voor hem. Ze hebben een klik en doen allerlei dingen samen. Maar Jenna merkt steeds vaker dat ze nog gevoelens voor Matty heeft en wordt heel jaloers op Eva. Jenna gaat met haar moeder universiteiten ontdekken en wordt óók nog eens verliefd op een student, Luke. Op winter-uitje zegt Eva dat ze zwanger van Matty is, maar dat blijkt niet waar te zijn. Eva vlucht als Matty erg boos blijkt te zijn. Dan ontmoet hij Gabby en ze krijgen verkering, waar Jenna wéér heel jaloers op wordt. Luke dumpt Jenna voor het leeftijdsverschil, en Jenna en Matty blijven vrienden. Aan het einde van het schooljaar maken ze een uitje naar een tropische bestemming en wordt Jenna afgewezen bij een Universiteit en aangenomen bij een andere. Matty ontmoet zijn biologische vader en dumpt Gabby. Aan het eind ontdekt Matty dat hij nog steeds gevoelens heeft voor Jenna, en Jake zegt dat hij het moet proberen, maar beseft dat het te laat is.

## Rolverdeling

### Hoofdrollen
- Ashley Rickards als Jenna Hamilton, een 15-jarig, "onbekend" meisje met een oneerbiedige, optimistische kijk op het leven die gewoon erbij wil horen. Dingen gaan van kwaad tot erger als ze de mysterieuze brief krijgt, waarin gezegd wordt dat niemand het op zou merken als ze nu zou verdwijnen. Ze wordt ontmaagd door Matty, die geen echte publiekelijke relatie met haar wil, wat zorgt voor problemen. Jenna is beste vriendinnen met Tamara en Ming. Haar vijand is Sadie Saxton. Later in het eerste seizoen begint ze een relatie met Jake Rosati. In het tweede seizoen vertelt Jenna aan Jake dat ze geen maagd meer is, wat leidt tot jaloezie bij Jake. Na de breuk met Jake begint Jenna een officiële relatie met Matty. Aan het begin van seizoen 3 begint Jenna gevoelens te krijgen voor de nieuwe jongen op school, Collin. Ze probeert over deze gevoelens te komen omdat ze nog steeds met Matty gaat. Ze gaat vreemd in het einde van het seizoen met Collin en Matty is daar op haar verjaardag getuige van. Ze gaat door met Collin maar hierdoor begint ze steeds losbandiger te worden. Ze begint haar fouten in te zien en maakt het uit met Collin.
- Beau Mirchoff als Matthew "Matty" McKibben, een van Jenna's vriendjes.
- Nikki DeLoach als Lacey Hamilton, Jenna's moeder.
- Jillian Rose Reed als Tamara "T" Kaplan, een van Jenna's beste vriendinnen.
- Brett Davern als Jake Rosati, Jenna's andere vriendje.
- Molly Tarlov als Sadie Saxton, Jenna's vijand.
- Desi Lydic als Valerie Marks, de studieadviseur.
- Greer Grammer als Lissa, Jake's ex-vriendin en de beste vriendin van Sadie.
- Jessica Lu als Ming Huang, Jenna's andere beste vriendin.

### Bijrollen
- Mike Faiola als Kevin Hamilton, Jenna's vader.
- Jessika Van als Becca, de leider van the "Asian Mafia" op Palos Hills High School.
- Nolan Gerard Funk als Collin Jennings, een student uit Jenna's creatief schrijven klas.
- Matthew Fahey als Ricky Schwartz, Tamara's knipperlichtvriendje.
- Joey Haro als Clark Stevenson, een vriend van Jenna.
- Wesam Keesh als Kyle, een mysterieuze jongen van school.
- Barret Swatek als Aunt Ally, de beste vriendin van Jenna's moeder.
- Kelly Sry als Fred Wu, Ming's vriendje.
- Shane Harper als Austin Welch, een slimme jongen die het vriendje van Sadie wordt.
- McKaley Miller als Bailey Parker, een nieuw meisje op school die bevriend raakt met Jenna.
- Anthony Michael Hall als Mr. Hart, de leraar creatief schrijven van Jenna.